# Pierre van Zuylen

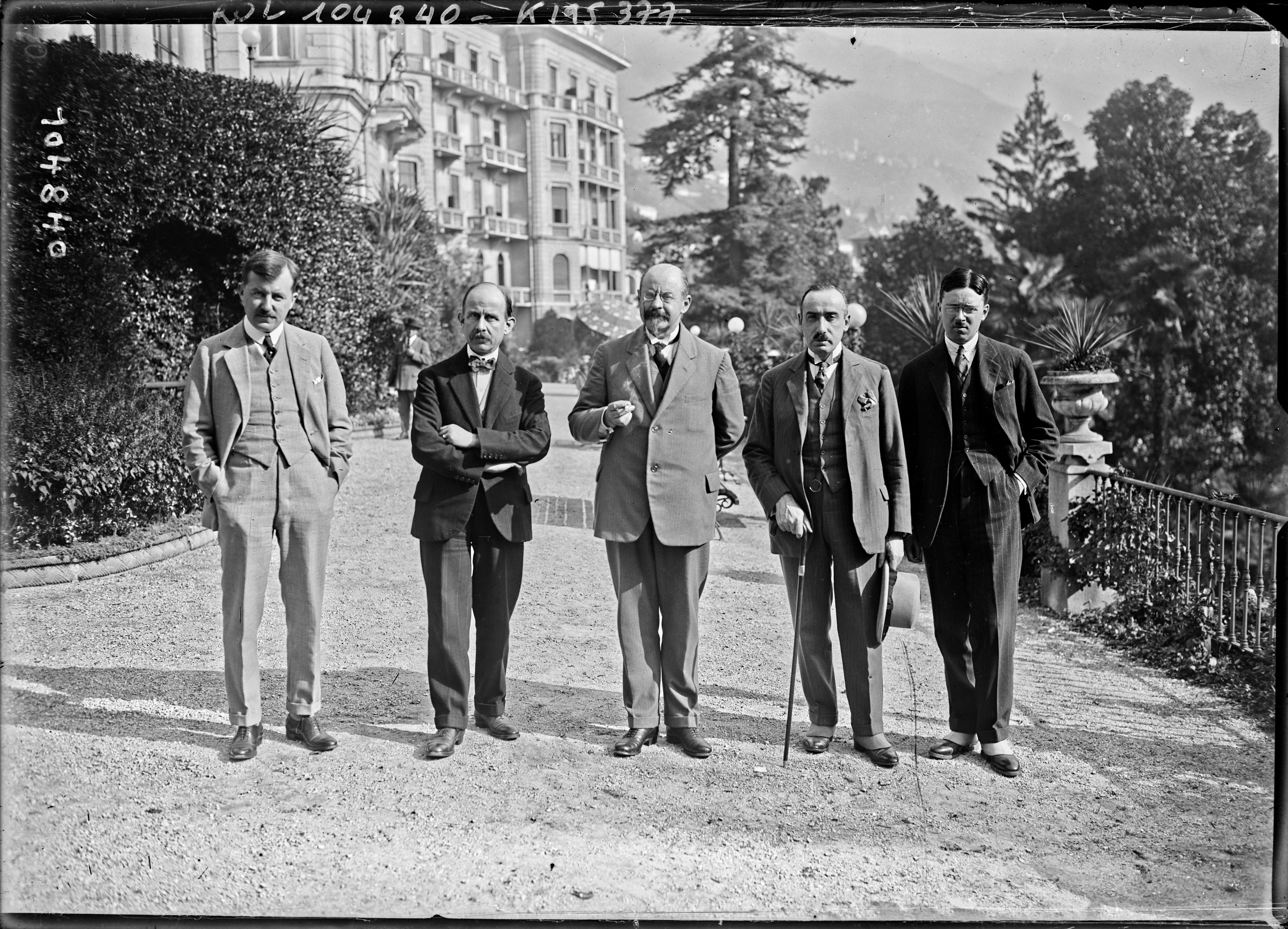
(De g. à d. Henri) Rolin, (Joseph de) Ruelle, Vandervelde, baron (Pierre van) Zuylen, (comte) Ferdinand du Chastel (Locarno, 1925)

Pierre Marie Jean Jules Jacques van Zuylen (Liège, 30 mei 1881 – Etterbeek, 26 april 1977) was een Belgisch diplomaat en belangrijk acteur in de uitbouw van de Belgische buitenlandse politiek voor de Tweede Wereldoorlog.

## Familie
Baron Pierre van Zuylen behoorde tot de Luikse familie Van Zuylen. Hij was de zoon van baron en senator Guillaume van Zuylen en de broer van onder meer baron en senator Joseph van Zuylen.
Hij trouwde in 1906 met Valentine de Lhoneux (1884-1963). Zij was de dochter van Gustave de Lhoneux (1839-1901), stichter en directeur van de Banque populaire in Hoei, volksvertegenwoordiger (1870-1880) en vervolgens senator tot aan zijn dood. Het gezin kreeg drie zoons en een dochter.
Na de Tweede Wereldoorlog droeg hij de schandvlek dat zijn jongste zoon, Jacques van Zuylen, zich op achttienjarige leeftijd had aangemeld bij de Waalse Waffen-SS en, nog geen twintig jaar oud, op 6 maart 1945 gesneuveld was bij Stettin in de laatste gevechten tegen het Rode Leger. Ook al was dit tegen de wil van de vader gebeurd, was dit niet bevorderlijk na de oorlog voor zijn moreel gezag en voor zijn verdere carrière.
Zijn oudste zoon daarentegen, Frédéric van Zuylen (1907-2005), getrouwd met gravin Madeleine de Lichtervelde (1909-1990), was oorlogsvrijwilliger en kapitein-commandant in het Belgisch leger.

## Loopbaan
Van Zuylen promoveerde in 1905 tot doctor in de rechten aan de Rijksuniversiteit van Liège. Hij slaagde in de diplomatieke examens en was eerst ambassadeattaché en vervolgens gezantschapssecretaris. In 1910 werd hij benoemd op de ambassade in Parijs. Na een jaar was hij weer in Brussel, op het departement 'politiek'. Het jaar daarop was hij secretaris in de ambassade van Kopenhagen, daarna vertrok hij naar Belgrado, om kort daarop weer in Kopenhagen te belanden. Begin 1914 werd hij secretaris op de ambassade bij de Heilige Stoel. Hij bracht er de ganse oorlog door en was nabij betrokken bij de vredespogingen die vanuit het Vaticaan (zonder succes) werden ondernomen.
Na de oorlog begon hij aan zijn carrière in het ministerie van Buitenlandse Zaken in Brussel. Begin 1921 werd hij aan het hoofd van de Tweede Sectie (Noord-Europa) van de directie Politiek benoemd. Voortaan zou Van Zuylen zijn carrière binnen deze directie maken. In 1926 werd hij adjunct-chef van de directie en in 1935 werd hij directeur-generaal van de politiek. Tevens werd hij tot ambassadeur bevorderd.

## Het interbellum
Gedurende het hele interbellum was Van Zuylen van zeer nabij betrokken bij alles wat de Belgische buitenlandse politiek betrof en was vaak de inspirator van richtingen die hierin genomen werden.
De eerste belangrijke besprekingen waar hij namens België aan deelnam, leidden tot het Verdrag van Locarno in oktober 1925. Het betekende een belangrijke evolutie, want voor het eerst verliet België de traditionele neutraliteit die haar politiek sinds de verdragen van 1839 kenmerkte. In ruil voor een garantie over het bestendigen van de Duits-Belgische grens, beloofde België de wapens op te nemen indien andere landsgrenzen ten nadele van ondertekenaars van de akkoorden van Locarno zouden geschonden worden.
In de volgende jaren zou Van Zuylen, namens België, grote inspanningen leveren om hierop terug te komen. Van Frankrijk en Engeland werd verkregen dat ze zich garant stelden voor de veiligheid van België, zonder dat België wederkerigheid moest beloven. Duitsland verklaarde anderzijds de neutraliteit van België te willen eerbiedigen. Men weet uiteraard dat nazi-Duitsland zich hieraan niet heeft gehouden.
Toen in de jaren twintig oproer ontstond in het Rijnland, behoorde Van Zuylen tot diegenen die de onafhankelijkheid of minstens de autonomie van het Rijnland zeer genegen waren, hierin een grotere veiligheid ziende tegen oorlogsbetrachtingen die in de rest van Duitsland zouden de kop opsteken.
Zeer veel tijd en energie besteedde Van Zuylen aan de onderhandelingen over water- en havenproblemen met Nederland. Besprekingen met Nederland begonnen, na de Eerste Wereldoorlog, onder een ongunstig gesternte. België had immers in Versailles gebiedsuitbreiding bepleit (delen van Zeeland en Limburg) ten nadele van het neutraal gebleven Nederland. Dit was niet gelukt, maar de Nederlanders waren het niet vergeten. Tot aan de Tweede Wereldoorlog zouden bij herhaling onderhandelingen worden aangevat, met telkens Van Zuylen als hoofdfiguur aan Belgische zijde en die steeds op niets of ongeveer niets uitdraaiden. Het ging hierbij om de eigendom over de Wielingenpas, de uitdieping van de Schelde, de aanleg van het Albertkanaal en het Julianakanaal die beiden het water van de Maas nodig hadden. In 1925 werd een verdrag ondertekend, dat in het Belgische parlement werd goedgekeurd, alsook in de Tweede Kamer, maar nooit in werking trad omdat de Eerste Kamer geen goedkeuring gaf. In 1929 werden nieuwe onderhandelingen aangevat die in 1932 zonder resultaat beëindigd werden. Ook in de volgende jaren werden besprekingen gevoerd, zonder veel resultaat. Pas na de Tweede Wereldoorlog zouden de besprekingen, op een meer vertrouwvolle basis, binnen Benelux-verband, hernemen.
De Belgische buitenlandse politiek was op nog andere domeinen actief. De Spaanse Burgeroorlog, de invasie in Abyssinië, de activiteiten binnen de Volkenbond waren enkele hiervan. Van Zuylen was hiermee actief bezig en schreef talrijke studies en rapporten die aan de Belgische buitenlandse politiek leiding gaven.

## De oorlogsjaren
In mei 1940 volgde Van Zuylen de uittocht van de politieke en ambtelijke verantwoordelijken: naar Oostende, naar Poitiers en naar Vichy. Op 10 juli was hij weer in Brussel en stelde hij zich als adviseur ter beschikking van de koning. De regering die naar Londen was vertrokken had volgens hem afgedaan en men moest zich neerleggen bij de overwinning van de Duitsers. Samen met graaf Robert Capelle, secretaris van de koning en met ambassadeur Jacques Davignon, vergaderde hij wekelijks om de situatie te bespreken.
Uit deze contacten sproot de brief voort die aan graaf Louis M. Alexandre d'Ursel, Belgisch ambassadeur in Bern werd gestuurd en die in feite bestemd was voor alle Belgische diplomaten in het buitenland. De instructies die hierin, met het medeweten van de koning, werden gegeven hielden in dat ze zich zo bescheiden mogelijk moesten opstellen, moesten gevolg geven aan de instructies vanuit Brussel (en dus niet van de regering in Londen) en correcte relaties moesten onderhouden met Duitse diplomaten, omdat België niet meer in oorlog was met Duitsland. Anderzijds (maar daar was Van Zuylen wellicht niet bij betrokken) werd van leer getrokken tegen het inzetten van de rijkdommen en de militairen in Kongo aan de zijde van de geallieerden.
In de gevoerde briefwisseling werden schuilnamen gebruikt. 'Le Professeur" was de koning, 'l'Agrégé' was diens secretaris Capelle, 'Jacques' was Davignon en 'l'homme noir' was Van Zuylen. Het was een bijnaam die hem al voor de oorlog was gegeven en in de diplomatieke Belgische middens goed bekend was. Die naam was het gevolg van de zeer zwarte en dominerende wenkbrauwen die zijn gezicht sierden en was tevens een knipoog naar de 'Zwarte Kat', het familiaal koffiebedrijf. Wat er ook nog toe bijdroeg was dat men Van Zuylen er voor aanzag in het geheim een nogal eigengereide politiek te voeren en een bepaald machiavellisme hem niet vreemd was.

## Na de oorlog
De dag dat secretaris-generaal Fernand Vanlangenhove, in het kielzog van de regering, uit Londen in Brussel terugkeerde, ging Van Zuylen zich bij hem aanmelden. Hij verwachtte opnieuw zijn functie van directeur-generaal van de politiek te kunnen opnemen. Maar Vanlangenhove deelde hem mee dat hier geen sprake kon van zijn. Op 4 november 1944 werd hij officieel ontslagen en ter beschikking van de regering gesteld. Hij ondernam pogingen om als ambassadeur in een belangrijke ambassade te worden benoemd, maar hieraan gaf minister Paul-Henri Spaak geen gevolg. Op 1 juni 1946, bij het bereiken van de pensioenleeftijd, werd hij eervol ontslagen. In de volgende twee jaar werd hij nog vaak door het krijgsauditoraat ondervraagd over zijn activiteiten en zijn rol tijdens de bezetting.
Vrij van Belgische verplichtingen, begon Van Zuylen zich in te zetten voor de Orde van Malta. Hij was sinds 1932 lid van de Belgische tak van de Soevereine Orde. Na de oorlog stond hij het Soevereine hoofdkwartier bij in een geschil met de Romeinse autoriteiten. Hij werd voor die bewezen diensten in 1953 onderscheiden met het Grootkruis met plaat van de Orde "Pro Merito Melitensi". Van 1965 tot zijn dood was hij eveneens lid van de Raad van Beheer van de Belgische vereniging van de Orde. In 1956 werd hij aangesteld als vertegenwoordiger van de Orde bij de Duitse Bondsrepubliek. Twee jaar later werd hij ook de vertegenwoordiger van de Orde bij de Belgische overheid.
Van Zuylen zette zich opnieuw aan het schrijven. Heel wat artikels behandelden evenementen waar hij in de loop van zijn carrière bij betrokken was geweest. Vooral schreef hij zijn memoires die in 1951 verschenen onder de titel Les mains libres. Zijn laatste publicatie dateert van 1959. Hij naderde toen de tachtig.
Hij was ook zijn leven lang een actieve kunstliefhebber geweest. In zijn kasteel van Colonster in Luik bewaarde hij een uitgebreide collectie. De oorlog zorgde voor plundering en vernieling. In 1956 werd hij lid van de Commissie voor Oude Schilderkunst van de Koninklijke Musea voor Schone Kunsten. Hij behield dit lidmaatschap tot aan zijn dood.
Stilaan deemsterde de figuur Van Zuylen weg. Zijn echtgenote overleed in 1963, terwijl zijn ongehuwde dochter bij hem woonde. Zijn twee gehuwde zoons zorgden voor twaalf kleinkinderen en in maart 1976 werd zijn eerste achterkleinkind geboren. In 1963 verkocht hij zijn kasteel Colonster aan de Universiteit van Luik. Hij overleed een paar weken voor zijn zesennegentigste verjaardag.

## Publicaties
- La première mission de Vilain XIIII à Rome, in: Revue Générale belge, 1930, 31-48.
- La Nonciature Pecci, in: Revue Générale belge, 1931, 257-273.
- L'Angleterre et l'inviolabilité de la Belgique, in: Revue Générale belge, 1934, 273-281.
- En marge des mémoires de Gamelin, in: Revue Générale belge, 1946, 574-581
- Le Cardinal Mercier à Rome pendant la première guerre, in: Revue Générale belge, 1951, 380-389.
- Les mains libres: politique extérieure de la Belgique 1914-1940, Brussel, 1951
- Le "pacifisme" de Mgr. Ancel, in: Revue Générale belge, 1952, 368-378.
- Benoit XV et la guerre (Souvenirs), in: Revue Générale belge, 1952, 841-851.
- Benoit XV et la guerre II, in: Revue Générale belge, 1953, 195-211.
- La Belgique et le Vatican en 1879, in: Revue Générale belge, 1954, 1707-1734.
- L'Échiquier Congolais Ou Le Secret Du Roi, Brussel, 1959.